# Los caprichos
Los caprichos é uma série de 80 gravuras do pintor espanhol Francisco de Goya, que representa uma sátira da sociedade espanhola de finais do século XVIII, sobretudo da nobreza e do clero.
Na primeira metade apresentou as gravuras mais realistas e satíricos criticando à luz da razão o comportamento dos seus congêneres. Na segunda parte abandonou a racionalidade e representou gravuras fantásticas nas quais, mediante o absurdo, mostrou visões delirantes de seres estranhos.
Empregou uma técnica mista de água-forte, água-tinta e retoques de ponta seca. Deformou exageradamente as fisionomias e os corpos dos que representam os vícios e torpezas humanas, dando-lhes aspectos bestiais. 
Goya, muito relacionado aos iluministas, compartilhava suas reflexões sobre os defeitos da sociedade em que vivia. Eram contrários ao fanatismo religioso, às superstições, à Inquisição, algumas ordens religiosas, aspiravam a leis mais justas e a um novo sistema educacional. Tudo isto foi criticado humoristicamente, mas sem piedade nestas lâminas. Consciente do risco que assumia e para se proteger, dotou algumas das suas estampas com rótulos imprecisos, sobretudo as sátiras da aristocracia e do clero. Também diluiu a mensagem ordenando ilogicamente as gravuras. Contudo, os seus contemporâneos interpretaram as gravuras, até mesmo as mais ambíguas, como uma sátira direta da sua sociedade, bem como de personagens concretos, aspecto este que o artista sempre recusou. 
Foi editado em 1799, mas, ao perder o poder Godoy e os iluministas, o pintor retirou a edição precipitadamente por temor à Inquisição. Apenas esteve à venda 14 dias. Em 1803, para salvar Los Caprichos, decidiu oferecer as pranchas e os 240 exemplares disponíveis ao rei, com destino à Real Calcografia, em troca de uma pensão vitalícia de doze mil reais anuais para o seu filho Javier.
Das placas foram realizadas vinte impressões. A primeira reimpressão foi editada entre 1821 e 1836, desconhecendo-se a data concreta, e a última em 1937.
Los Caprichos influenciaram várias gerações de artistas de movimentos tão díspares quanto o Romantismo francês, o Impressionismo, o Expressionismo alemão ou o Surrealismo.
MacColl e Malraux consideraram Goya um dos precursores da arte moderna, mencionando as inovações e rupturas de Los Caprichos.

## História
Em 1799, foi posta à venda uma coleção de oitenta estampas de assuntos caprichosos gravadas à água-forte pelo pintor Francisco de Goya, que contava 53 anos de idade. Nestas gravuras, mediante o ridículo, a extravagância e a fantasia, censurava erros e vícios da Espanha da época.

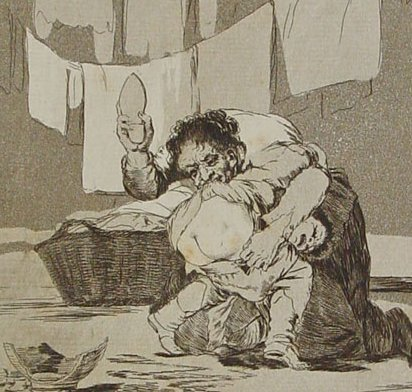
"25.- Quebrou o cântaro." (Pormenor) Goya criticou nesta estampa a violência na educação das crianças.
Os iluministas criam que a educação podia corrigir os defeitos e erros humanos.

Para conhecer a gênese dos Caprichos é preciso referir-se aos anos anteriores. Assim, na década de 1780, Goya começou a relacionar-se com alguns dos mais importantes intelectuais do país, Gaspar Melchor de Jovellanos, Juan Meléndez Valdés, Leandro Fernández de Moratín e Juan Agustín Ceán Bermúdez que o introduziram nos ideais do iluminismo. Compartilhou com eles a oposição ao fanatismo religioso, à superstição, à Inquisição e a algumas ordens religiosas. Pretendiam leis mais justas e um sistema educacional acorde com o indivíduo.
Em 1788 subiu ao trono Carlos IV. Por ocasião da sua coroação, Goya retratou-o com a sua esposa Maria Luísa, sendo nomeado Pintor de Câmara do rei.
O período da Revolução francesa teve repercussões na Espanha. Carlos IV paralisou as ideias iluminadas e afastou da vida pública os pensadores mais avançados. Os amigos iluministas de Goya foram perseguidos. A prisão de Francisco Cabarrús e o desterro de Jovellanos deveram preocupar a Goya.
Em uma viagem de Madrid a Sevilha em janeiro de 1793 caiu doente, talvez de um ataque de apoplexia. Foi  restabelecer-se a Cádiz, à casa do seu amigo iluminista Sebastián Martínez, procurando os bons médicos da Faculdade e o clima benevolente desta cidade. Não está clara a doença que teve; há várias hipóteses: doença venérea, trombose, sindrome de Meniere, síndrome de Vogt-Koyanagi-Harada e, ultimamente, uma intoxicação por chumbo. Ficou surdo, a princípio não via bem, andava dificultosamente com problemas para manter o equilíbrio. A doença manteve-o quase meio ano em Cádiz. Ao voltar para Madrid demorou muito tempo a recuperar a sua atividade habitual. Assim, em março de 1794, o diretor da Fábrica de Tapices considerava que Goya estava impossibilitado para pintar como consequência da sua doença. Em abril de 1797, foi demitido como Diretor da Academia devido às convalescênças das suas doenças frequentes.
A grande crise na sua vida que provocou a sua grave doença, a comoção que produziu a proximidade da morte e a surdez permanente, implicou uma mudança crucial na sua vida. A sua obra posterior a 1793 tem uma profundidade e uma seriedade novas. A sua atitude tornou-se mais crítica e a sua surdez agravou a sua receptividade interior. A sua linguagem tornou-se rica e enigmática. O ideário do Iluminismo  tornou-se um referente constante. Reconheceu-o Francisco Zapater, o seu amigo e biógrafo, que manifestou que Goya no último decênio do século XVIII, viu-se agitado pelas novas ideias que percorriam a Europa. Contudo, o seu ideário evoluiu para o cepticismo. Passou de confiar no pensamento iluminista que visava a melhora da sociedade mostrando os seus erros e vícios a tornar-se num precursor do mundo atual que perdera a confiança na capacidade intelectual dos homens para regenerar a sua sociedade e só encontra um mundo obscuro sem ideais. Este trânsito e evolução no seu modo de pensar aconteceu durante a elaboração dos Caprichos e aprecia-se claramente numas lâminas com umas sátiras de clara inspiração ilustrada e noutras nas que aparece o seu cepticismo nas possibilidades do homem.
Na sua obra, os críticos distinguem entre o realizado antes da sua doença e o executado depois, considerando isto último o estilo mais valioso e autêntico do pintor. Há um importante testemunho, a carta que escreveu Goya ao seu amigo da Academia Bernardo Iriarte a  4 de janeiro de 1794 onde dizia que convalecente da sua grave doença, realizara obras nas quais fazia observações e descobertas que não seriam possíveis nas obras por encomenda. Referia-se a pinturas pequenas, muito originais de temas como a Inquisição ou o manicómio e outras populares. Nelas desenvolvia uma visão muito pessoal e intensa com um estilo expressivo extremado. Portanto, não somente há uma divisão cronológica da sua arte fixada pela sua doença, mas também uma divisão entre obras de encomenda, sujeitas a inevitáveis restrições pelos convencionalismos da época e outras obras mais pessoais para amigos e para ele próprio, que o permitiram expressar-se com total liberdade.
O 1796 regressou a Andaluzia com Ceán Bermúdez e desde julho esteve com a Duquesa de Alba, que ficara viúva o mês anterior, em Sanlúcar de Barrameda. O encontro com ela implicou um período de sensualidade que refletiu numa série de desenhos magistrais nos que aparece a Duquesa: o Álbum chamado A ou Álbum de Sanlúcar que inspirará alguns dos temas dos Caprichos. Também o amargo desenlace e a separação parece inspirar outras estampas da série.
Depois realizou os desenhos do denominado Álbum B ou de Sanlúcar-Madrid, no que criticou vícios da sua época mediante caricaturas. Neste álbum incrementou o efeito do claro-obscuro, usando as zonas de luz para se destacar as zonas que tinham importância ideológica. Este uso expressionista e não realista da luz, já utilizado nas pinturas da Cartuja de Aula Dei, foi empregado com profusão nos Caprichos. Também neste caderno, começou a escrever títulos ou frases nas composições. Trata-se de comentários pungentes e, com frequência, com um duplo significado na melhor tradição literária espanhola. Assim mesmo começou a encher os seus imagens também de um duplo significado visual, e combinando ambas as encontramos desenhos com vários significados diferentes tanto nas imagens como nos textos. Também este aspecto foi desenvolvido em profundidade nos Caprichos.

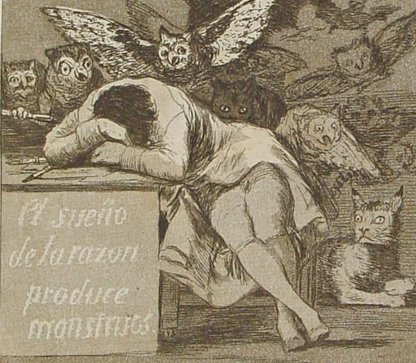
43.-O sonho da razão produz monstruos (pormenor)Em princípio Goya tinha previsto que fosse a capa das suas gravuras. Aqui retratou-se de modo muito diferente a como finalmente decidiu apresentar-se no começo dos Caprichos: abstraído, meio dormido e rodeado das suas obsessões. Uma coruja achega-lhe os utensílios de desenhar, assinalando claramente a procedência das suas invenções.
No desenho preparatório, pensado como Sonho, diz: "... O Autor sonhando. A sua tentativa é apenas desterrar vulgaridades prejudiciais e perpetuar com esta obra de caprichos, o testemunho sólido da verdade".

Goya concebeu inicialmente esta série de gravuras como Sonhos (e não como Caprichos), realizando pelo menos 28 desenhos preparatórios, 11 deles do Álbum B (no Museu do Prado salvo algum que desapareceu). Pensava intitular a capa: Sonho 1º Idioma universal. Desenhado e gravado por Francisco de Goya. Ano de 1797. O Autor sonhando. A sua tentativa é apenas desterrar vulgaridades prejudiciais e perpetuar com esta obra de caprichos, o testemunho sólido da verdade. Os Sonhos seriam uma versão gráfica dos Sonhos literários do escritor satírico Francisco de Quevedo, que escreveu entre 1607 e 1635 uma série na qual sonhava que estava conversando no Infierno, tanto com os demônios como com os condenados. Nos Soños de Quevedo, como depois nos Caprichos, os pecadores conservam a sua forma humana ou tomam atributos de animais que simbolizam os seus vícios ou são bruxas como no Sonho 3. O projeto desta edição constava de 72 estampas. A venda foi anunciada em 1797, especificando que o tempo de assinatura ia durar dois meses, pois ainda faltavam por imprimir as lâminas. O preço fixado foi de 288 reais, a ser pagos em dois meses.
Também há outros precedentes nos que Goya se pôde ter inspirado. Assim, nas coleções reais encontravam-se as obras de Hieronymus Bosch, nas que as suas estranhas criaturas seguramente eram homens e mulheres cujos vícios os tornaram em animais que representam os seus defeitos. Nas sátiras de Arriaga (1784) veem-se os homens tornados em burros, monos ou cães, os ministros e ladrões são lobos e os escrivas são gatos (igual a nos Caprichos 21 e 24).
Goya, num momento dado, mudou o nome das suas gravuras a Caprichos e pensava aproveitar todos os Sonhos menos três como Caprichos. É conhecido isto porque os desenhos apresentam sinais de ter sido umidecidos para os pasar à prancha. A palavra Capricci é empregue nas conhecidas estampas de Jacques Callot de 1617 e nos Capricci de Giambatista Tiepolo para denominar imaginações da realidade.
Como gravador alcançou a maturação nesta série. Anteriormente realizara outra série com gravuras de pinturas de Velázquez. Goya precisou aprender a gravar pois então os pintores não conheciam esta técnica, era mais bem considerada um trabalho de artesão. A técnica habitual na Espanha era a gravura com buril, que precisava dez anos de aprendizagem. Goya aprendeu uma técnica diferente, a água-forte, que é similar a desenhar. Aprendeu ademais uma segunda técnica muito mais complicada, a água-tinta, que lhe permitia gradações de manchas do branco ao preto, algo similar a realizar aguadas na pintura. Empregou ambas as técnicas simultaneamente, era algo novo e conseguiu umas gravuras parecidas às pinturas. Desconhece-se onde se estamparam os cobres; Glendinning assinala como possível uma imprensa, mas, segundo Carderera, foi a casa ou oficina do pintor.
A forma definitiva da série dos Caprichos de oitenta estampas estava terminada a  17 de janeiro de 1799, pois há um recibo do Arquivo de Osuna que nessa data lhe abonaram 4 séries compradas pela duquesa de Osuna.
No Diario de Madrid de 6 de fevereiro de 1799 foi anunciada a venda da coleção e nele encontrava-se a motivação do pintor. Foram postos à venda 300 exemplares. O anúncio assinalava que se vendia na perfumaria da rua Desengaño, n.º 1, o mesmo edifício onde habitava Goya.
Segundo o anúncio do Diario Madrid, Goya visava a imitar a literatura na censura e vícios humanos e há todo um programa estético, sociológico e moral na exposição dos motivos da sua obra. Dado o perfil literário do anúncio, especulou-se com que algum dos amigos de Goya fosse o autor do texto. Outro aspecto que se destacava no Anúncio é que em nenhum momento se havia proposto ao autor ridicularizar nenhum indivíduo concreto. Contudo os seus contemporâneos viram acusações concretas, aspecto muito perigoso naquela época convulsionada. Em geral, o anúncio parece mostrar certas ressalvas e precauções ante possíveis acusações sobre o seu conteúdo, como de fato ocorreu.
Como foi indicado, Goya relacionava-se com pessoas comprometidas na luta pela renovação da vida espanhola. A mensagem do Diario Madrid coincidia com as reflexões dos iluministas sobre quais eram as forças hostis ao desenvolvimento da razão. Portanto, Goya adereu-se ao programa de renovação dos iluministas. Consciente da sua arriscada crítica e para se proteger, dotou as estampas de uns rótulos por vezes precisos, mas outras vezes imprecisos, sobretudo os que correspondem à crítica da aristocracia e do clero. Também na ordenação e numeração das gravuras, Goya suavizou a mensagem dando uma ordenação ilógica. Se esta fosse mais adequada, a censura e a crítica teriam uma leitura mais explosiva e comprometedora para ele.
Embora Goya arriscasse, no momento da sua publicação, Los Caprichos tinham o apoio dos seus amigos iluministas que novamente se encontravam no poder desde novembro de 1797.
Contudo, a queda do poder de Manuel Godoy e a ausência de Jovellanos e Francisco de Saavedra e Sangronis no Governo precipitaram os acontecimentos. Goya, talvez assustado pela possível intervenção da Inquisição, parou a venda de Los Caprichos. Embora num carta posterior de 1803 de Goya a Miguel Cayetano Soler, este dizia que esteve a série à venda dois dias, equivocou-se e foram quatorçe. Supõe-se que Goya quis atenuar as alusões que o pudessem prejudicar.
O temor à Inquisição, que então velava pela moral pública e por manter o tipo de sociedade existente, era real, pois estas gravuras atacavam o clero e a alta nobreza.

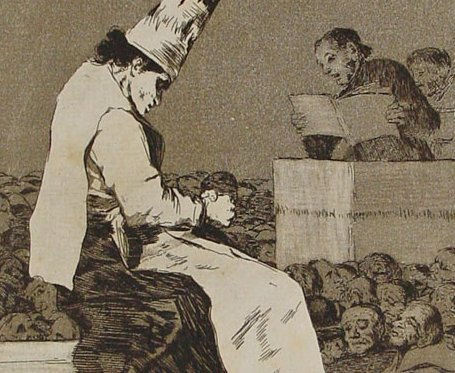
23 (pormenor).- Aqueles pos...trouxeram estes lodos.
É provável que a Inquisição entendesse que o lema ia dirigido, não ao réu como à primeira vista parecia, mas ao tribunal. Por este motivo, a obra foi delatada à Inquisição.

A causa concreta que originou o conflito dos Caprichos com a Inquisição está bem explicada no livro La Inquisición sin máscara, publicado em Cádiz em 1811 pelo iluminista Antonio Puigblanch (com o pseudônimo de Nataniel Jomtob).
Em 1803, para salvar os Caprichos, Goya decidiu oferecer as pranchas e todas as séries disponíveis (240) ao rei, com destino à Real Calcografia, em troca de uma pensão para o seu filho. Em 1825 escreveria que fora denunciado à Inquisição. Possivelmente Goya ficou com algumas séries, que vendeu em Cádiz durante a Guerra da Independência. Segundo o manuscrito do Museu do Prado, na última folha/lâmina assinala que o livreiro Ranza levou-se 37 exemplares. Segundo isso, quer Goya quer a Calcografia tiraram exemplares à venda em Cádiz em 1811. Considerando que no ofício de doação ao Rei se dizia que se venderam ao público 27 exemplares, desta primeira série deberam-se deitar fora um total de uns 300 exemplares.
Portanto, deveu ser a denúncia à Inquisição a que motivou a cessão interessada à Calcografia do Rei desta primeira edição, realizada em tinta avermelhada ou sépia. É preciso ressaltar a situação ambivalente de Goya, próximo dos iluministas, mas fortemente relacionado ao poder tradicional como pintor do rei e da sua aristocracia, que lhe permitiu solicitar o auxílio do Rei e obter a sua proteção.
Como a obra era enigmática, surgiram cedo comentários manuscritos contemporâneos que se conservaram, visando a dar sentido às lâminas. O conservado no Museu do Prado é o mais conhecido e o mais cauto e ambíguo, evita comentários perigosos dando caráter geral e inconcreto às estampas mais comprometedoras, especialmente os referentes a assuntos religiosos e políticos. Os outros dois, o que foi do dramaturgo López de Ayala e o da Biblioteca Nacional, com uma linguagem livre, incidem na crítica clerical, política ou para pessoas concretas.
A segunda edição pôde ter sido realizada entre 1821 e 1836, impressa já como todas as seguintes pela Real Calcografia Nacional. A última é de 1936-1939, durante a Guerra Civil Espanhola. As pranchas, após tantas edições, encontram-se muito fadigadas e algumas já não podem reproduzir os efeitos inicialmente previstos. Harris considerou que da estampa n.º 1, a mais empregada, deveram fazer-se por volta de dois mil estampações.
Goya concebeu alguma estampa mais para os Caprichos que, por motivos desconhecidos, não incluiu na série. Assim, conservam-se três provas de três gravuras diferentes na Biblioteca Nacional de Madrid e duas provas de outras duas gravuras na Biblioteca Nacional de Paris. Além disso, no Museu do Prado há cinco desenhos com sinais de ter sido portados à prancha.

## Temática
Los Caprichos carecem de uma estrutura organizada e coerente, mas possuem importantes núcleos temáticos. Os temas mais numerosos são: a superstição em torno às bruxas, que predominam a partir do Capricho 43 e que lhe serve para expressar dum modo tragicômico as suas ideias sobre o mal; a vida e o comportamento dos freires; a sátira erótica que relaciona à prostituição e o papel da celestina; e em menor número a sátira social dos casais desiguais, da educação das crianças, da Inquisição.
Goya criticou estes e outros males sem seguir uma ordem rigorosa. De forma radicalmente nova, mostrou uma visão materialista e desapaixoada, em contraste com a crítica social paternalista realizada no século XVIII, que encaminhava os seus esforços a reformar a conduta errônea do homem. Goya limitou-se a mostrar cenas tenebrosas aparentemente cotidianas concebidas nuns palcos estranhos e irreais.
Praticamente na primeira metade apresentou as gravuras mais realistas e satíricas, criticando o comportamento dos seres humanos desde o prisma da razão. Na segunda parte amostra gravuras fantásticas nas que abandonou o ponto de vista racional e, seguindo a lógica do absurdo, pintou visões delirantes com seres estranhos.
Na primeira parte, um dos grupos mais numeroso e autobiográfico é o dedicado à sátira erótica. O amargo desengano amoroso com a Duquesa de Alba é concebido em várias estampas nas quais nomeadamente critica a inconstância da mulher no amor e a sua impiedade com os amantes. A femindade é concebida como engodo no que a dama seduz sem comprometer o seu coração. Além diso, e como contrapunto, aparece num segundo plano a confidente e guia de amores femininos, a velha celestina.
|  |  |  |

Um segundo grupo critica os convencionalismos sociais, Goya fê-lo deformando até a exageração os traços dos que encarnam os vícios e torpezas humanas. A contemplação destes indivíduos não oferece dúvidas, a ferocidade com que são apresentados leva-nos irremediavelmente a condená-los. As imagens que se apresentam a seguir criticam os casais de conveniência e a lascívia masculina.
|  |  |  |

Também há vários casos de duas lâminas relacionadas. Quer porque uma é continuação cronológica da outra quer porque expõem o mesmo tema de jeito diferente.
Nas imagens da esquerda amostra-se duas estampas relacionadas. Pela sua vez, o capricho 42 Tu que não podes também é incluído em outro grupo, o das Asnarias (6 lâminas da 37 à 42), no qual, imitando os fabulistas, representa a estupidez do burro para criticar as profissões intelectuais.
|  |

|  |

No Capricho 42, dois camponeses levam às costas, como bestas de carga, a nobreza e os freires ociosos, representados como dois burros contentes. Os camponeses sofrem por carregar com esse peso. O título Tu que não podes é a primeira parte de um provérbio popular que conclui lévame às costas, e ressalta o que já começavam a pensar os iluministas de finais do século XVIII sobre a incapacidade e impotência do povo. Para além disso, acrescenta a metáfora habitual do povo carregando com as classes ociosas. Porém, representa as classes ociosas como burros enquanto os camponeses representa-os com dignidade de homens. A lâmina amostra um mundo do revés e um sistema social inadequado.
O Capricho 63 trata o mesmo tema, mas o insucesso da reforma agrária provocou o pessimismo do autor e levou à sua radicalização. Assim, os camponeses tornaram-se uns seres parecidos aos asnos, enquanto os ginetes são representados agora como dois monstruos, o primeiro com cabeça, mãos e pés de ave de rapina e o segundo com cara de tonto, orelhas de burro e parece rezar. Antes podia haver esperanças de que os homens tirassem a carga dos burros estúpidos, mas na segunda estampa não há esperança, os oprimidos embruteceram e um dos monstruos que os dominam é um ave voraz.
O grupo mais original onde a fantasia goyesca alcançou a máxima expressão com as invenções mais transbordantes é conhecido como "Bruxarias" (Brujerías) ou "Sonhos" (Sueños). Sorprende adverter como muda radicalmente aqui a inspiração goyesca. José Ortega y Gasset disse sobre isso que, neste Goya, brota repentinamente e pela primeira vez o Romantismo, desenvolvendo um mundo de seres misteriosos e demoníacos que o homem leva no fundo do seu ser. Azorín falou da realidade demoníaca dos Caprichos frente à visão realista dos outros mestres. López Rey opinou que, nesta parte, o mal nos Caprichos fica reduzido ao absurdo, desenhando o demoníaco como fruto do erro do homem por se separar das vias da razão.
Segundo Helman que estudou as referências literárias dos Caprichos, a inspiração mais direta para as Bruxarias encontrou-a Goya no seu amigo Leandro Fernández de Moratín e na reimpressão que este realizou do auto-de-fé sobre bruxaria que a Inquisição celebrou em Logronho em 1610. Embora os autos da Inquisição fossem infrequentes no final do século XVIII, podiam-se ler os mais importantes processos do século XVII e Moratín, que via nestes processos uma farsa monstruosa às supostas bruxas , decidiu reeditar, adicionando os seus comentários burlescos, o mais célebre de todos os processos à bruxaria, a este de Logronho de 1610. Os especialistas duvidaram desta hipótese de Helman, pois a reedição de Moratín é bem posterior aos Caprichos; mas de um ou outro modo, Goya tive acesso a este ou outro material similar, pois as coincidências são importantes.
Goya nas bruxarias dou por concluídas as suas inquietudes pessoais de sátiras sobre a inconstância feminina ou a censura dos vícios sociais, e agora crê na existência do mal e expressa-o em seres de uma fealdade repulsiva. Mediante uma fantasia transbordante deforma os traços dos rostos e corpos destas bruxas tragicômicas sugirindo novas formas de malignidade.
|  |  |  |

|  |  |  |  |

Um grupo que se desenvolve paralelo ao das bruxas é o dos duendes. A crença em duendes era uma superstição menor, que não inspirava terror e eram vistos de jeito familiar, festivo e burlão. Além disso, na segunda metade do século XVIII a palavra duende significava em castelhano com frequência freire, isso explica que os duendes de Goya vaiam vestidos com hábitos religiosos. Goya parece tratá-los inicialmente tal e qual se intuíam os duendes como personagens inofensivos. Porém, conforme avançam as lâminas, estes vão-se tornando em seres siniestros cujas atividades não tem nada de inofensivas. Segundo os manuscritos de Ayala e da Biblioteca Nacional que interpretam os Caprichos, a intenção de Goya seria assinalar que os verdadeiros duendes são os curas e freires que comem e bebem à custa nossa e que têm a mão longa para pegar.
|  |  |  |

|  |  |  |  |

Cronologicamente, segundo Camón Aznar, há três etapas na elaboração destes Caprichos. Os primeiros no tempo correspondem àqueles mais intrascendentes e encontram-se dentro do clima estético dos últimos cartões, com predomínio das malhas e dos namoricos, são fruto de experiências pessoais e pontuadas pela lembrança da duquesa de Alba. Na segunda etapa aclaram-se as superfícies, destacando-se com nitidez as figuras, o mundo é contemplado desde o cepticismo, e a sátira torna-se desapiedada com personagens mais bestiais. O último período de execução, que coincide com as lâminas finais a partir da número 43, corresponde ao mundo dos delírios com seres monstruosos.

## Técnica

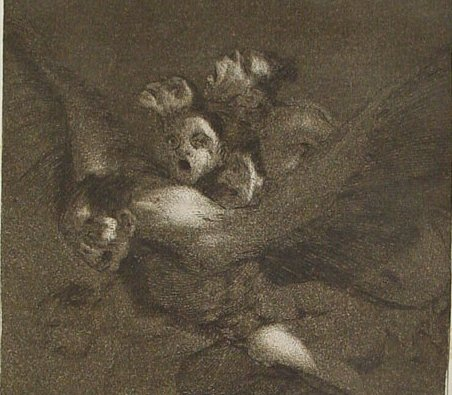
64.-"Boa viagem" (pormenor) Esta cena possivelmente é inspirada num Auto de Fé sobre bruxaria celebrado pela Inquisição em Logronho em 1610.
Goya emprega os efeitos da luz para ressaltar as zonas de máxima expressividade. As aguatintas conseguem poderosos contrastes, pois os seus pretos ressaltam violentamente as luzes, produzindo efeitos de grande dramatismo.

Compararam-se as gravuras de Goya e de Rembrandt, sabendo que o pintor aragonês possuía estampas do holandês. As diferenças entre ambos assinala-as M. Paul-André Lemoisne: Rembrandt dominava o ofício de gravador, habitualmente começava os seus esboços diretamente sobre a prancha, tal e qual fazem os pintores-gravadores. Goya, por outro lado, desenhava antes o tema sobre papel. Os seus desenhos são geralmente minuciosos e quando os gravava simplificava-os e aligeirava-os, por isso as suas água-fortes são mais luminosas que os desenhos. Goya parece limitar a sua técnica de gravador sem procurar desenvolvê-la. Não empregou a talha cruzada da água-forte e com um só tipo de água-tinta chegava-lhe para encher uniformemente todo o fundo da estampa.
Assim caracterizou Félix Boix o estilo de Goya: o peculiar e original efeito das lâminas de Los Caprichos é conseguido associando a água-forte com tintadas de água-tinta planas e uniformes, com frequência muito intensas, sobretudo nos fundos e com aguatintas degradadas para conseguir diferentes tons nos modelados de roupagens, figuras e acessórios, os claros nas aguadas conseguia-os com o brunidor, atingindo mais depressa que somente com a água-forte, efeitos de mancha e claro-obscuro.
Para passar o desenho à prancha, e evitar fazê-la invertida, colocava o desenho umidecido sobre o cobre e o prensava, ficando as principais linhas marcadas no cobre e no papel a tinta algo corrida no seu contorno, aspecto hoje perceptível.
A forma de iluminação é arbitrária nestas estampas. Empregava os efeitos de luz para ressaltar as zonas de máxima expressividade. É uma iluminação artificiosa e fictícia. Mediante as aguatintas consiguia na composição contrastes muito fortes, pois os seus pretos destacam as luzes violentamente, produzindo efeitos de grande dramatismo. Também empregou as aguatintas para dar a cada figura efeitos emocionais diferentes mediante entonações diferentes de grises, graduando assim os efeitos emocionais de cada personagem no conjunto.

### O desenho
Os desenhos preparatórios eram o primeiro passo de todo o processo. Parece que há três fases na elaboração destes desenhos. A primeira ideia ou inspiração era desenvolvida com pincel à aguada, quer a preto quer a vermelho. Numa segunda fase, concretavam-se e intensificavam-se com lápiz vermelho as expressões e pormenores. A terceira fase consistia em desenhar com caneta um rascunho detalhado com todos os sombreados e traços precisos. Em poucas estampas houve as três fases. Em alguns casos, concentravam-se as três fases no mesmo desenho.
O trânsito para a gravura também não tem um método uniforme, mas retocava sistematicamente procurando sublinhar a sua mensagem. Para isso, às vezes suprimia personagens e acessórios do desenho; outras aumentava-os e complicava-os. Sempre intensificava com referência ao desenho as expressões das figuras e os efeitos do claro-obscuro e tentava transformar o caráter anecdótico e ocasional do desenho inicial num tema geral e universal.
Contudo, tem de ser destacada a grande fidelidade ao desenho. Todas as vantagens do desenho de formar fisonomias, torcer gestos e desencaixar traços fácéis de realizar com o lápiz são repetidos sistematicamente na gravura com o buril.
Ao longo da série, aprecia-se como foi adquirindo domínio em traspassar o desenho para a gravura. Conforme Goya assimilou a técnica da gravura, o desenho liberou-se e passou a ser algo imediato, já não era um trabalho inicial concienzudo que serviria de base a trabalhos posteriores, progressivamente, conforme dominava a técnica da gravura abandonava a precisão do desenho e surgiram obras espontâneas com grande liberdade de execução.
Goya inspirou-se para os Caprichos em muitos temas e composições dos desenhos dos Álbumes A e B (Álbum A ou Quaderno pequeno de Sanlucar realizado na residência da Duquesa de Alba em 1796 e o Álbum B ou de Sanlúcar-Madrid realizado no mesmo ano de 1796, ou segundo outros autores em 1794). Também fez muitos desenhos novos, especialmente à sanguina.
|  |  |  |  |

|  |  |  |  |

### A gravura
Goya realizou um considerável avanço desde a sua anterior experiência de gravurar nos quadros de Velázquez. Empregou com mestria a água-forte, mas para os fundos empregou a água-tinta.
A água-forte consiste em estender sobre a prancha de cobre uma pequena camada de verniz; depois, com um escopro ou com uma ponta de aço, empregando-o como um lápis vai-se tirando o verniz  pelas zonas por onde passa a ponta. Depois estende-se o ácido ou água-forte que ataca unicamente as zonas não protegidas pelo verniz levantadas previamente com a ponta. Depois entinta-se a prancha, que cobrirá unicamente as zonas mordidas, põe-se um papel úmido sobre a prancha e passa-se pelos rolos, ficando a estampa gravada.
A água-tinta é outra técnica que consiste em estender uma camada de pó de resina sobre a prancha. Segundo se deixe cair aproximadamente resina saem uns tons mais claros ou mais obscuros. Aquece-se e a resina adere-se ao cobre e ao introduzir-se no ácido, a parte com menos espessura é mordida pelo ácido com maior intensidade, enquanto o resto é atacado mais debilmente.
A água-tinta permitiu tratar a gravura como se fosse uma pintura, transladando as cores a toda a gama, do branco ao preto passando por todos os matizes intermédios de grises (ou vermelhos se a gravura se realiza com tinta vermelha ou sépia).
Goya fez muitas provas de estado das gravuras e, quando o resultado não o convencia, retocava reiteradamente a água-forte ou a água-tinta até o encontrar satisfatório. Tomás Harris, artista e crítico, contribuiu os seus conhecimentos especializados para descrever como Goya elaborava os suas gravuras:..primeiro gravava a prancha de cobre e, ao sacá-la do banho de ácido, tomava uma ou duas provas da prancha recém mordida. Estas provas retocava-as por vezes com a caneta, o lápis ou carvão para se guiar nas adições que visava a fazer na prancha...tomou provas de estado antes e durante o brunido à água-tinta...retocava com a ponta seca ou o buril em cada um dos passos...Goya utilizava o brunidor e o raspador com uma facilidade extraordinária, tirando (se não o convencia) de uma prancha áreas tão amplas de água-tinta que a sua existência original apenas nos é conhecida por uma prova de artista...sobreviveram poucas estampações de ensaio, embora seja evidente nos casos que utilizou técnica mista, deveu tomar provas de estado no transcurso da gravura.

## As lendas
Nos caprichos, o aspecto visual constitui a parte básica para o que foram concebidas. Mas também hã textos de grande relevância para a compreensão das mensagens visuais. Além dos sugestionantes títulos das estampas, Goya e os seus contemporâneos deixaram escritas numerosas anotações e comentários nas provas e primeiras edições. Também sabemos que era habitual, desde princípios do século XVIII, comentar nas tertúlias as coleções de estampas satíricas. Algumas destas opiniões conservaram-se em forma de explicações manuscritas. Graças a elas conhecemos qual era a opinião dos seus contemporâneos sobre as estampas e, portanto, qual é a interpretação feita na época. Conhecem-se quase uma dezena de comentários manuscritos.
O comentário mais importante, pessoal e definidor é o que têm as gravuras ao seu pé. Mostram o pensamento de Goya. De forma compendiosa e enérgica sintetiza uma situação ou um tema. Os seus aforismos seguem o modo de Baltasar Gracián. São cortantes e rasgados, com um fundo de burla cruel. Por vezes, estes títulos são tão ambíguos quanto os temas e oferecem uma primeira interpretação literal e uma segunda violentamente crítica mediante jogos de palavras extraídos da gíria da picaresca.

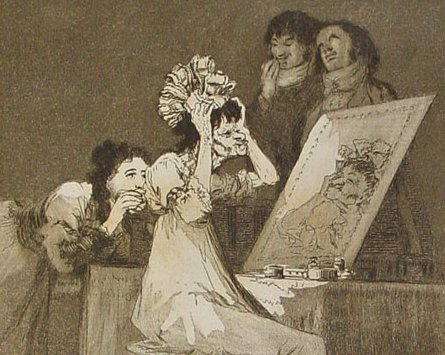
55.-Até a morte (pormenor)

Embora Goya ressaltasse o seu interesse pelo universal e a ausência de criticas concretas, desde a sua publicação tentou-se situar a sátira no clima político da sua época, pelo qual se especulou pessoalizando as figuras destes Caprichos na rainha Maria Luísa, Godoy, Carlos IV, Mariano Luis de Urquijo, Morla, as duquesas de Alba, Osuna e Benavente, etc.
Mostram-se dois exemplos nos que se pode ver a incidência dos títulos e dos comentários contemporâneos.
No Capricho 55 uma velha feia, fraca e desdentada está-se arranjando frente ao espelho e, pela sua vanidade, amostra-se contenta com o que vê. Junto a ela e em contraste observa-a uma criada nova sã e maciça de carnes. Para sublinhar mais a ação dois jovens burlam-se da farsa. O artista reforça a sátira com o título Até a morte, sarcasmo demolidor que termina a cena.

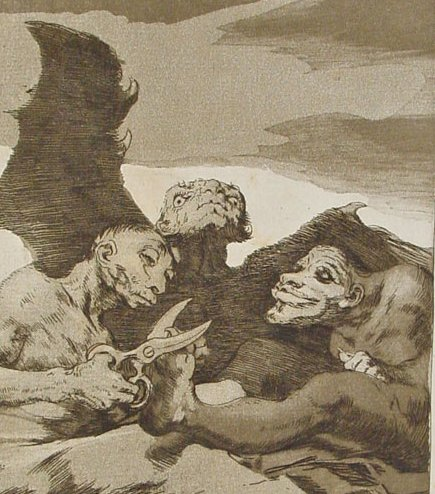
51.-"Repolem-se" (pormenor)

 O comentário do manuscrito do Prado diz: faz bem em pôr-se bela; são os seus dias; faz setenta e cinco anos e virão vê-la as amigas. O de Ayala agrega: A Duquesa velha de Osuna. Outros manuscritos veem na velha vaidosa a rainha Maria Luísa. É improvável que fosse a duquesa de Osuna, pois esta família favorecia com repetidas encomendas e, quanto à rainha, também não parece possível, pois contava então com 47 anos.
No Capricho 51 um ser monstruoso corta as unhas a um companheiro, enquanto um terceiro tapa os anteriores com as suas asas. Analisando os rostos parecem estar tramando algo, o do pescoço estirado parece vigilante, pouco mais. Até mesmo o título descreve a cena contemplada, repolem-se, realmente estão-se repolindo, embelezando-se.
O manuscrito do Prado também não aclara nada: Isto de ter as unhas longas é tão prejudicial que ainda na bruxaria está proibido. Contudo, os contemporâneos de Goya viram nesta cena uma sátira feroz ao Estado. Assim, o manuscrito de Ayala assinala que os empregados ladrões desculpam-se e cobrem uns aos outros. Entretanto, o manuscrito da Biblioteca Nacional ainda vai mais longe: Os empregados que roubam ao Estado, ajudam-se e sustêm-se uns aos outros. O Chefe deles ergue o pescoço, e dá-lhes sombra com as suas asas monstruosas.

## As edições
Há discrepâncias entre os catalogadores da obra gráfica de Goya no número de edições dos Caprichos, especialmente sobre as produzidas no século XIX. A partir da segunda edição foram todas elas realizadas pela Real Calcografia Nacional, sendo a continuada segundo Cardelera impressa entre 1821 e 1836; a terceira em 1853; a quarta e a quinta em 1857; a sexta em 1860/1867 e as remanescentes do século XIX em 1868, 1872, 1873, 1874, 1876, 1877 e 1881.
Não podem ser confirmadas outras duas edições citadas por Vindel de 200 exemplares entre 1881-1886 e outros 230 exemplares entre 1891-1900, pois não existe documentação quer a favor quer contra.
No século XX foi realizada uma edição entre 1903 e 1905; uma segunda entre 1905 e 1907; uma terceira em 1908-1912; uma quarta entre 1918 e 1928, uma quinta em 1929 e a sexta e última em 1937 durante o Governo da República. Portanto, em total há registro de vinte edições: uma no século XVIII, doze no XIX e seis no XX.
A cor da tinta foi variando: ligeiramente avermelhada na primeira edição e nas seguintes empregou-se sépia, preta ou azul. A qualidade e o tamanho do papel foi variando, assim na primeira edição as folhas eram de 220x320mm, enquanto houve alguma edição de 300x425mm.
Conforme sucederam-se as edições foram aparecendo deteriorações nas pranchas; especialmente desgastadas ficaram as aquatintas.

## Influências da obra
Em 1825 havia vários exemplares de Los Caprichos em Inglaterra e na França conhecendo-se somente a obra gravada de Goya. Delacroix estudou e copiou muitas figuras de um destes exemplares em 1824, contribuindo para formar a imagem do Goya satírico e crítico com a hierarquia e os valores morais da sociedade espanhola, que se estendeu no período romântico francês.
A percepção de Baudelaire sobre Los Caprichos implicou um avanço considerável na compreensão de Goya. A sua concepção sobre a modernidade do pintor espanhol alcançou uma grande difusão. O seu artigo sobre Los Caprichos foi publicado em Le Present (1857), em L'Artiste (1858) e na coleção Curiositês Esthétiques (1868):
| “ | Na Espanha, um homem extraordinário abriu horizontes novos ao espírito do cômico...ocasionalmente deixa-se levar pela sátira violenta, e por vezes, transcendendo-a, apresenta uma visão da vida essencialmente cômica... Goya é sempre um grande artista e com frequência um artista aterrador...acrescentou a esse espírito satírico espanhol, primariamente alegre e jocoso, que teve o seu dia à época de Cervantes, algo muito mais moderno, uma qualidade muito apreciada na época atual, um amor pelo indefinível, um senso de contrastes violentos, do aterrador da natureza, dos traços humanos que adquiriram características animais... é estranho que este anticlerical tenha sonhado tão frequentemente com bruxas, aquelarres, magia negra, crianças cozendo-se num asador e muitas coisas mais: todas as orgias do mundo dos sonhos, todas as exagerações das imagens alucinógenas, e por acréscimo, todas essas jovens espanholas, delgadas e brancas que as inevitáveis bruxas lavam e preparam para os seus pactos segredos ou para a prostituição noturna. O aquelarre da civilização!. Luz e obscuridade, a razão e a sem-razão enfrentam-se em todos estes horrores grotescos!... | ” |
A imagem romântica de Goya passou da França à Inglaterra e manteve-se na Espanha. Teve o seu auge na três últimas décadas do século XIX. O mesmo aconteceu na Alemanha.
MacColl (1902), crítico inglês, foram destacadas as influências de Goya nos impressionistas incluindo-o entre os precursores da arte moderna: o jeito como capta a atenção parece antecipar média dúzia de estilos modernos; a sua intensidade e valentia são determinantes para Manet; a sua inspiração diabólica  estabeleceu o precedente das de Félicien Rops, Toulouse-Lautrec e Aubrey Beardsley.

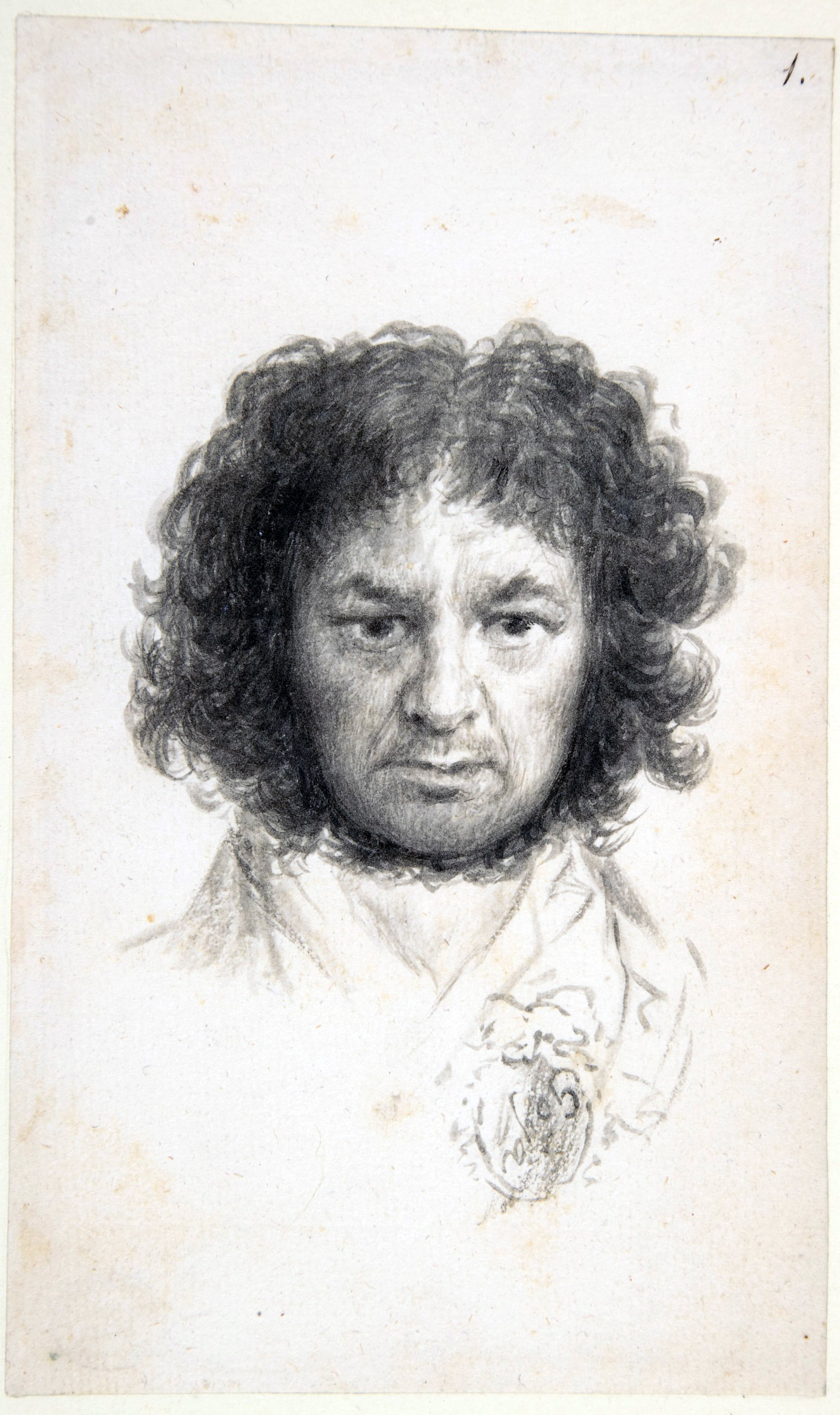
Autorretrato de Goya de 1795.

Na última década do século XIX, as novas gerações de artistas preferiam as suas fantasias menos explícitas e sugestionantes dos sonhos na segunda parte dos Caprichos. MacColl, já citado, destacava a capacidade  das gravuras para provocar uma resposta emocional. Assim inspirou a geração de Kandinsky, que deixara a contemplação exterior para se tornar introspetivos. A atração do conteúdo emocional de Goya  nos artistas e críticos do Expressionismo de primeiros do século XX influiu em Nolde, Max Beckmann, Franz Marc e sobretudo Paul Klee. Segundo Mayer, o expressionismo de Goya aprecia-se com maior força nos seus desenhos. Portanto, Los Caprichos que foram elevados até então pelo seu simbolismo político e moral, passaram a ser considerados, com Los Disparates, uma obra misteriosa e emotiva do pintor.
Na terceira década do século XX, o Surrealismo associou o subconsciente com as obras de arte. Daniel Gascoyne, no seu Breve estudo do Surrealismo (Londres, 1935), defendia que este sempre existira e citava entre outros a Goya e a El Greco como exemplos. Alguns surrealistas pensaram que Goya, como eles, explorara intencionadamente o mundo dos sonhos. Na Exposição Surrealista Internacional de Nova York de 1936 uma seleção de Los Caprichos foi mostrada.
André Malraux no seu ensaio Vozes de Silêncio, desenvolvido entre 1936 e 1951, considerou Goya como figura central no desenvolvimento da arte moderna. Segundo Malraux, Goya, nas suas primeiras caricaturas, ignora e destrói o estilo moralista dos caricaturistas anteriores. Para expressar-se procurou as suas raízes na profundidade do subconsciente. O artista foi eliminando progressivamente as linhas frívolas e decorativas com as que a princípio tratava de comprazer ao público e foi-se isolando estilisticamente. Los Caprichos, para Malraux, debatem-se entre a realidade e o sonho, constituindo uma espécie de teatro imaginário.
Na música, as gravuras inspiraram o compositor judeu-italiano Mario Castelnuovo-Tedesco em seu ciclo 24 Caprichos de Goya op. 195. Das poucas gravações integrais da obra, podem-se citar as do violonista croata Zoran Dukic e do violonista japonês Kazuhito Yamashita.